# Мальчик со шпагой (телесериал)
Мальчик со шпагой — советский 9-серийный телефильм 1975 года, экранизация повести В. Крапивина «Мальчик со шпагой» (1972—1974). Создан отделом художественных программ (режиссёры А. Ф. Зиновьева, В. Я. Миронова, Н. В. Зубарева, В. И. Щеглов, В. Б. Кеворков).

Телефильм (реж. В. Б. Кеворков) был создан на детской телестудии Орлёнок, там же, где за год до этого были сняты многосерийные телефильмы — экранизации произведений В. Крапивина — «Оруженосец Кашка» и «Всадники на станции Роса» (реж. Н. В. Зубарева).

## Сюжет
Серёжа возвращается из лагеря в квартиру, которую Каховские делили с семьёй Лесниковых. Оказывается, что Каховские уже получили новую квартиру, куда и переехали. Лесниковы ушли в кино и дома была только их дочь Наташа — приятельница Серёжи с самого раннего детства. Сергей рассказывает ей о своих приключениях, а Наташа ему о новом пионерском клубе «Эспада», открывшемся в старом доме на улице Красноармейская. Вышитый на рубашке шеврон с гордым названием «ESPADA» не позволяет ему проявлять слабость, отступать от своих идеалов.
В клуб приходит новичок — тихий пятиклассник Митя Кольцов, и Серёжа даёт ему первые уроки фехтования. Вскоре Митя становится победителем клубного соревнования по фехтованию. Правда, Олег Московкин, руководитель клуба, видит, что Серёжа, имевший больший опыт, намеренно проиграл ему в финальном бою. На вопрос Олега Серёжа отвечает: «ему нужнее». В этот же день принято решение о назначении Серёжи капитаном пятой группы.
По дороге домой Митю и ещё троих встретили хулиганы и сняли с не оказавших никакого сопротивления Мосина, Голованова и Сенцова флотские ремни. Лишь Митя не пожелал отдавать ремень «Эспады». Старшие мальчики убегают, а Митя вырывается и спокойно уходит.
Эта история становится первой косвенной встречей Серёжи с настоящими врагами. Он не может понять, почему один Митя оказался смелее троих старших ребят. Собранный в тот же день совет единодушно решает гнать трусов из клуба, а Серёжа размышляет о случившемся: как бы он повёл себя в такой ситуации. Олег в разговоре с Серёжей говорит, что тремя трусами дело не ограничивается. Есть и другие ребята, которые в аналогичной ситуации поступят так же. Здесь явно обозначается педагогическая неудача Олега — первичность формальной стороны при создании отряда.
Однажды учительница второго класса Нелли Ивановна оставила весь класс вечером для выяснения того, кто разбил окно. В этом классе учился Стасик Грачёв — повод постоянных конфликтов Серёжи с Нелли Ивановной. Серёжа решил дождаться Стасика, чтобы проводить его до дома, так как тот боялся ходить один по тёмным улицам.

Александр Лазарев — директор школы, Анатолий Афанасьевич Артемьев, Саша Грачев — Гена Медведев, «Кузнечик», фото из утраченного телесериала

В одном из переулков Серёже, Стасику и второкласснику Валере — повстречалась компания из четырёх хулиганов, начавшая требовать с них деньги. Несмотря на страх, Серёжа твёрдо знал, что без боя не сдастся, тем более, что с ним малыши. Но и страх уходит, когда Серёжа узнаёт в одном из хулиганов недавнего товарища по клубу Сенцова. Во время перебранки с хулиганами кто-то из них сильно бьёт Серёжу в лицо, тот отлетает к палисаднику и чувствует спиной острые рейки забора. Вспомнив наставления Олега, что в руках фехтовальщика любая палка становится грозным оружием, Сережа разгоняет рейкой от забора нападавших и тут рядом появляется взрослый человек — бандит Гаврилов по кличке Гаврик.
Гаврик достал нож и Серёжа реагирует молниеносно — выбивает рейкой нож, который втыкается в деревянный столб. Серёжа бьёт Гаврика по коленям, когда неожиданно с трёх сторон ударили прожекторы — подоспела милиция, за которой ухитрился сбегать Валера.
На следующий день отец, догадывавшийся о сомнениях Серёжи по поводу собственной смелости, сказал: «А теперь ты, по крайней мере, знаешь: не струсил. В общем, это был твой звёздный час». Серёже была объявлена благодарность, вручен подарок от милиции. Но самая дорогая награда была вручена в клубе — настоящая именная шпага. О подвиге шестиклассника Каховского была сделана газетная заметка и, прочтя её, Серёжу нашёл и позвонил ему журналист Алексей Борисович Иванов, знакомый по станции Роса.
Клуб «Эспада» не всем был по душе, и домоуправление решило под видом ремонта из занимаемого здания клуб выселить. В клуб наведывается комиссия из трёх человек, крайне некорректно ведущих себя по отношению к детям и руководителю клуба Олегу Московкину. В один из дней клуб начали громить — выносить инвентарь. Митя, стоявший в это время вахту, вызвал Серёжу, тот — Олега, Олег — милицию. Милиционеры хотят поддержать Московкина и ребят, однако им предъявляют документ райисполкома, разрешающий ремонт. Тем не менее, милиционер требует соблюдать порядок и аккуратно обращаться с имуществом клуба. Погромщики во главе с неким Сыронисским требуют отпереть кают-компанию. Московкин не соглашается, ссылаясь на то, что у него нет помещения для хранения находящегося там имущества. Сыронисский соглашается подождать, пока Митя, охраняющий дверь кают-компании, не устанет, на что тот отвечает: «Нас 48 человек. Мы можем меняться через полчаса. Круглые сутки». Однако, затем Олег принимает решение: всё имущество выносится через окно, а ключ Олег далеко выбрасывает. Милиционер извиняется, что ничего не смог поделать против официальной бумаги и советует обратиться в газету.
Серёжа вспоминает, что в газете работает Алексей Борисович, с которым он подружился. Он отправляется в редакцию и попадает на похороны Иванова — журналист умер. Серёжу мучает тяжёлое раскаяние, что он так и не удосужился навестить Алексея Борисовича, хотя и обещал. После похорон Серёжа заговаривает с другим журналистом — Владимиром Матвеевичем Ларцевым, тем самым, что писал о нём заметку в газете. Ларцев соглашается помочь отряду.
Ларцев написал беспощадную статью в поддержку «Эспады». Олега перестали обвинять в неправильном воспитании детей, но помещение вернуть не удалось, поскольку комиссия сделала заключение о его ветхости. Лишившись клуба, Олег потерял и должность руководителя, работу. Для студента-заочника это значит потерять и место в университете. Олег принимает тяжёлое решение вернуться в интернат в Красном Береге и уезжает, а ребята постепенно привыкают к жизни без «Эспады»: без линеек, без вахт, без сборов и тренировок.
Однажды к Серёже прибежал Стасик Грачёв и сообщил, что ребята из «Эспады» дерутся на шпагах — без шлемов и нагрудников. Серёжа говорит ребятам, что их осталось всего 10 человек и они не имеют права пренебрегать законами отряда, которые сами же придумали. Теперь все оставшиеся — Флаг-капитаны.
К Каховским приехал брат тёти Гали, мачехи Серёжи, Виталий. Археолог по профессии, дядя Витя обещает летом взять Серёжу, интересующегося археологией, на раскопки в Херсонес. Однако ему не нравится прямолинейность Сергея.
Димка Соломин, барабанщик «Эспады» предлагает выйти на пионерский парад отдельной колонной «Эспады». Серёжа обещает узнать, как это можно организовать, идёт в райком, но, не дождавшись секретаря, уходит. Дома дядя Витя разъясняет Сергею, что всё, что они делают, напоминает гальванизацию трупа. На следующий день Серёжа сообщает Димке, что ничего не получилось. Димка расстроен, а Серёжа пытается утопить своё расстройство в радости от скорой поездки в Севастополь и Херсонес.
В один из дней Серёжа и дядя Витя поехали на троллейбусе за билетами. Там же ехал мальчик Саша с шестилетней сестрёнкой. Одна из пассажирок беспричинно обвинила Сашу в том, что тот взял билет в кассе, не заплатив денег, схватила мальчика и потащила к кассе. Серёжа пытается сдерживаться, следуя советам дяди Вити, который наглухо отгородился от окружающего мира журналом, но не может. В конце концов он встаёт и произносит «Не трогать!»
Серёжа не уехал с дядей Витей в Севастополь. Но ему повезло больше — он отправился туда с другом по школе и клубу Генкой Медведевым по прозвищу Кузнечик, брат которого, Саша, ехал в Севастополь в командировку. Серёжа с Генкой растворялись в счастливой безмятежности, когда вдруг позвонил командир барабанщиков Данилка Вострецов и потребовал срочно приехать, так как дела стали налаживаться: нашли кинокамеру для продолжения съёмок фильма, старую шлюпку, из которой можно сделать корабль, клуб «Легенда» вызывает «Эспаду» на соревнования.
Ребята готовы завтра же лететь обратно — за три тысячи километров, но Генкин брат Саша запрещает: «Никуда вы завтра не поедете» и добавляет «послезавтра, капитаны, я своей командирской властью дарю вам ещё один морской день».

## Метраж
9 серий по 1:10-0:55 час.

## Премьера

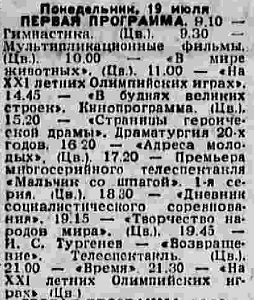
Публикация о премьере телесериал на Первой программе Центрального телевидения СССР.

1-я серия, премьера 19 июля 1976, Первая программа Телевидения СССР, 17:20-18:30, длительность 1:10

2-я серия 20 июля  1976, Первая программа Телевидения СССР, 17:20-18:30, длительность 1:10

3-я серия 21 июля  1976, Первая программа Телевидения СССР, 17:20-18:30, длительность 1:10

4-я серия 22 июля  1976, Первая программа Телевидения СССР, 17:30-18:30, длительность 1:10

5-я серия 23 июля  1976, Первая программа Телевидения СССР, 17:35,-18:00 неполный показ, в 18:00 прерван программой Новости до 18:30, реальная длительность 0:55

6-я серия 26 июля  1976, Первая программа Телевидения СССР, 17:35-18:30, длительность 0:55

7-я серия 27 июля  1976, Первая программа Телевидения СССР, 17:35-18:30, длительность  0:55

8-я серия 28 июля  1976, Первая программа Телевидения СССР, 17:30-18:30, длительность 1:00

9-я серия 29 июля  1976, Первая программа Телевидения СССР, 17:35-18:30, длительность 0:55
Повторный показ подвергся сокращениям и по неизвестным причинам был остановлен на 5-й серии:

1-я серия, 6 июня 1977, Первая программа Телевидения СССР, 15:55-17:00, длительность 1:05

2-я серия, 7 июня 1977, Первая программа Телевидения СССР, 15:40-16:45, длительность 1:05

3-я серия, 8 июня 1977, Первая программа Телевидения СССР, 16:00 16:45, длительность 0:45

4-я серия, 9 июня 1977, Первая программа Телевидения СССР, 15:50-16:40, длительность 0:50

5-я серия, 10 июня 1977, Первая программа Телевидения СССР, 16:15-16:45, длительность 0:30

## Режиссёр
Ваграм Борисович Кеворков

## В ролях

актёр Виталий Соломин в роли Олега Московкина, руководителя «Эспады». Фото из утраченного телесериала

- Виталий Соломин — Олег Петрович Московкин, руководитель «Эспады»
- Саша Елистратов — Серёжа Каховский
- Саша Грачев — Гена Медведев, «Кузнечик»
- Лена Костерева — Наташа
- Алеша Мелихов — Стасик
- Костя Смирнов — Митя Кольцов
- Лена Костерева — соседка Серёжи
- Александр Лазарев — директор школы, Анатолий Афанасьевич Артемьев
- Майя Булгакова — Татьяна Михайловна, классный руководитель Серёжи Каховского
- Галина Анисимова — завуч второй смены Елизавета Максимовна
- Юрий Кузьменков — Георгий Матвеевич, капитан милиции
- Алексей Зайцев — Василий Гаврилов, «Гаврик»
- Валерий Носик — старший лейтенант Сергей Ковалевский
- Александр Потапов — Владимир Каховский, отец Серёжи
- Маргарита Струнова — учительница Стасика из 2 «А», Нелли Ивановна
- Мария Стерникова — тетя Галя, Серёжина мачеха
- Алла Богина — мама Мити Кольцова
- Попов, Олег Викторович — хулиган Гусыня

## Музыка
Максим Дунаевский
В сериале прозвучали получившие популярность песни «Кузнечик Вовка» и «Испанская песня» (стихи В. Крапивина). Все сольные песни были исполнены Виктором Свиридовым, юным солистом ансамбля им. Локтева под аккомпанемент гитариста ансамбля.
Детские песни М. Дунаевского вошли в телесериал в записи Хора ансамбля песни и пляски им. Локтева Московского городского Дворца пионеров и школьников совместно с оркестром Гостелерадио СССР.

## Судьба
Архивные записи телеспектакля, как и других работ телестудии «Орленок», считаются утерянными, так как отсутствуют как в официальной картотеке и архиве Гостелерадиофонда, так и в фильмохранилище в Реутове.

Саша Елистратов в роли Серёжи Каховского, фото из утраченного телесериала

По некоторым данным, записи телеспектакля были утрачены во время массового списания и нелегальной продажи материалов ГТРФ на чёрном рынке архивов в период 1989—1992.
В связи с большой популярностью телеспектакля в 70-е гг, существует, однако, довольно большая вероятность, что его запись сохранилась в одном из архивов региональных и национальных телестудий — от Прибалтики до Украины, Белоруссии и Красноярска.
Существует информация, что полная копия телефильма сохранилась в видеоархиве бывшего Казахстанского республиканского телевидения СССР (г. Алма-Ата) — сейчас видеоархив «Республиканской корпорации «Телевидение и радио Казахстана».

## Реакция
Пионерская правда
(Москва)
- 1975. 16 июня. «Мальчик со шпагой». (О выходе многосерийного телеспектакля).

Телевидение и радиовещание
(Москва, журнал)
- 1975. 10. Т. Ерёмина. Мальчик со шпагой. [О съёмках одноим. телесп. на Центр. телевидении]. С.26-27.
- 1977. 2. Н. Зеленко. Рыцари справедливости. [Телеспектакли «Всадники на станции Роса» и «Оруженосец Кашка». Реж. Н. Зубарева. «Мальчик со шпагой». Реж. В. Кеворков]. С.31-34.

Уральский рабочий
(Екатеринбург)
- 1975. 17 сентября. Ю. Матафонова. Кто позвал всадников? [О спектакле Центрального телевидения «Всадники на станции Роса». Реж. Н. Зубарева].

Детская литература
(Москва, журнал)
- 1977. 3. Н. Бармина. В кадре — характеры. [Среди др. о телеспектаклях «Всадники на станции Роса» и «Оруженосец Кашка»]. С. 43-46.